# ألبرت كولينز
ألبرت كولينز (بالإنجليزية: Albert Collins)‏ (16 يناير 1899 في المملكة المتحدة - 1 ديسمبر 1969 في المملكة المتحدة) هو لاعب كرة قدم بريطاني (وحمل سابقاً جنسية المملكة المتحدة لبريطانيا العظمى وأيرلندا) في مركز الدفاع. لعب مع نادي غيلينغهام ونادي ميلوول وTunbridge Wells F.C. ‏.

## وصلات خارجية
- ألبرت كولينز على موقع قاعدة بيانات كرة القدم.إي يو (الإنجليزية)